# Луиджи д’Есте
Луиджи д’Есте (на италиански: Luigi d’Este; * 21 декември 1538, Ферара; † 30 декември 1586, Рим) от Дом Есте е от 1561 г. италиански кардинал и епископ на Ферара.

## Произход
Той е вторият син на херцога на Ферара Ерколе II д’Есте (* 1508, † 1559) и съпругата му Рене Френска (* 1510, † 1575). Негови дядо и баба по бащина линия са Алфонсо I д’Есте, херцог на Ферара, Модена и Реджо, и Лукреция Борджия, а по майчина – френският крал Луи XII и Анна Бретанска. Има един брат и три сестри:
- Анна (* 1531; † 1607), херцогиня на Гиз като съпруга на Франсоа I Лотарингски и херцогиня на Немур като съпруга на Жак Савойски-Немур
- Алфонсо II (* 1533; † 1597), 5-и херцог на Ферара, Модена и Реджо, съпруг на Лукреция де Медичи, на Барбара Австрийска и на Маргарита Гонзага
- Лукреция (* 1535; † 1598), херцогиня на Урбино като съпруга на Франческо Мария II дела Ровере
- Елеонора (* 1537; † 1581)

## Биография
Той е със свободен и жизнен характер и е подходящ за всичко друго, освен за църковния живот. Законът на второродния син обаче изисква от него да носи расо и въпреки че Луиджи се бунтува, още като дете е поставен под ръководството на строгия Николо Тасони, който трябва да го обучава в перспективата за предстоящото назначение за кардинал. Само майка му проявява снизхождение към неговите оплаквания, докато баща му Ерколе II, чичо му Иполит II и брат му Алфонсо се оказват готови на всякакви злоупотреби, за да преодолеят съпротивата на младия мъж и да укрепят решаващия съюз със Светия престол. Така Иполито и Ерколе един ден завеждат Луиджи във вилата в Сабиончело с намерението да го вразумят. Изглежда, че възниква жесток спор, след който Луиджи претърпява промяна в очната си ябълка, което го оставя кривоглед до края на живота му.
През 1550 г. той е епископ на Ферара и апостолски администратор на Ферара (1561 – 8 октомври 1563), дякон на Сант'Анджело в Пескерия (1577 – 1583).
През 1558 г. отива във Франция, където е брат му Алфонсо, в отчаян опит да промени съдбата си. „Той би предпочел да отиде в двора на крал Филип и в Турция, ако не можеше да направи друго“, пише брат му в едно съвременно писмо. Луиджи работи усилено, за да сключи брак с Мария дьо Бурбон, но надеждите му са напразни: на 26 февруари 1561 г. папа Пий IV го прави кардинал на Светата римска църква.
Започва горчив и разочароващ живот, от който се опитва да избяга, като се отдава на разгул и разврат. Често ходи във Ферара, където има връзка с Лукреция Бендидио, която се омъжва за граф Балдасар Макиавели през 1562 г., и където намира утеха в привързаността на сестра си Елеонора. Също така се казва, че по време на престоя си във Ферара той се запознава с мантуанския сопран Ливия д'Арко, която след поредица от чести срещи става негова любовница и е определена от жителите на Ферара като страстната любовница на кардинала. Това са годините, в които Торкуато Тасо е на негова служба. Младият поет му посвещава Риналдо през 1562 г. и го придружава през 1570 г. на трансалпийско пътешествие, преди да напусне свитата си и неуспешно да се опита да премине на служба при Иполито II и Франческо Мария дела Ровере, като накрая се поставя в служба на Алфонсо II.
Участва в папския конклав 1565 – 1566 г., но не и в конклава от 1572 г., понеже по онова време е във Франция. Изиграва ключова роля в папския конклав от 1585 г.
След като често остава във Франция, през 1572 г. той най-накрая се установява в Папската държава, наследявайки собствеността на Вила д'Есте от чичо си кардинал, в която приема Мишел дьо Монтен през 1581 г. Годините в Тиволи по същество имат светски и отпечатък, дотолкова че Елеонора често трябва да помага финансово на блудния си брат. Луиджи реновира вилата, демонстрира дискретно управление в града и се свързва с йезуитите, получавайки многобройни предимства.
На конклава от 1585 г. той също успява да демонстрира автентична любов към Църквата, борейки се за избор, който да укрепи единството между християнските князе в общата битка срещу „неверниците“. Благодарение на него по този повод е постигнато единодушие на консенсус, което води Сикст V на папския престол. 
Наред със светските си разходи Луиджи също прави всичко възможно в дела на искрена благотворителност за бедните, като най-накрая демонстрира добро сърце, което насилието, което претърпява през детството и младостта си, подлага на изпитание.
Умира на 30 декември 1586 в Рим на 48 г. и е погребан в църквата „Санта Мария Маджоре“ в Тиволи.